# Emilia Węsławska
Emilia Franciszka Węsławska z Sariusz-Bielskich herbu Jelita (ur. 29 stycznia 1863 w Krzywem, zm. 25 czerwca 1921) – polska tłumaczka, pisarka, publicystka, działaczka społeczna i narodowa, twórczyni i pierwsza przewodnicząca Narodowej Organizacji Kobiet w Wilnie. 

## Życiorys
W 1906 była założycielką wileńskiego Koła Kobiet. W 1908 założyła i była pierwszą przewodniczącą Towarzystwa Równouprawnienia Kobiet. W ramach Towarzystwa prowadziła biuro informacyjne. Zajmowała się również wydawaniem książek o charakterze patriotycznym. Za artykuł o historii Polski napisany przez Emmę Dmochowską miała proces przed władzami rosyjskimi. Była członkinią zarządu Towarzystwa Popierania Sceny Polskiej w Wilnie. Należała do Towarzystwa Przyjaciół Nauk w Wilnie. Wraz z mężem prowadziła salon literacki, w którym odbywały się również nielegalne przedstawienia Teatru „Zawracalnia”.
W grudniu 1914 weszła w skład wileńskiego komitetu zbierającego datki na pomoc dla poszkodowanych w działaniach wojennych w Królestwie Polskim. W czasie okupacji niemieckiej Wilna była prezeską Towarzystwa Wpisów Szkolnych. Należała też do Związku Patriotek. W kwietniu 1919 założyła w Wilnie oddział Narodowej Organizacji Kobiet i została jego pierwszą przewodniczącą. W 1920 należała do współzałożycieli Związku Literatów i Dziennikarzy Polskich w Wilnie.
Publikowała w „Przyjacielu Dzieci”, „Naokoło Świata”, „Kurierze Wileńskim”, „Zorzy Wileńskiej”, „Ziarnie” i „Naszym Domu”
Zmarła 25 czerwca 1921. Została pochowana na cmentarzu Na Rossie w Wilnie.

## Rodzina
Była córką Henryka Edmunda Stanisława Sariusz-Bielskiego, ziemianina, i Ludwiki Kazimiery Przesmyckiej. Jej pradziadem był konfederat barski i poseł na Sejm Wielki, hrabia Wojciech Walerian Suchodolski. 21 lutego 1884 w kościele św. Aleksandra w Warszawie wyszła za mąż za Witolda Jana Narcyza Węsławskiego, lekarza. Mieli razem córkę Janinę po mężu Burhardtową, działaczkę narodową i społeczną, oraz syna Stanisława, adwokata. Jej wnuczką była Halina Mikułowska, etnografka i muzealniczka. 

## Publikacje
- Wakacje w Olszance: podług listów Jani (1911)